# Golden Disc Awards
Golden Disc Awards (hangul: 골든 디스크 어워드) är en årlig musikgala i Sydkorea sedan 1986 där musikpriser delas ut. Den presenteras av Music Industry Association of Korea (MIAK) och gick tidigare under namnet Korea Visual and Records Grand Prize Award innan namnet ändrades 2001. Ceremonin hålls i december eller januari varje år och har under de senaste åren sänts på TV-kanalen JTBC.

## Evenemang
| Upplaga   | Datum              | Plats                                                 | Programledare                                                                     |
| --------- | ------------------ | ----------------------------------------------------- | --------------------------------------------------------------------------------- |
| #23: 2008 | 10 december 2008   | Olympic Park, Seoul                                   | Shin Dong-yup, Park Ji-yoon                                                       |
| #24: 2009 | 10 december 2009   | Olympic Park, Seoul                                   | Kim Seong-joo, Park Ji-yoon                                                       |
| #25: 2010 | 9 december 2010    | Hwajeong Gym, Seoul                                   | Tak Jae-hoon, Choi Song-hyun                                                      |
| #26: 2011 | 11-12 januari 2012 | Osaka Dome, Osaka (Japan)                             | Leeteuk, Gyuri, Hongki, Suzy                                                      |
| #27: 2012 | 15-16 januari 2013 | Sepang International Circuit, Kuala Lumpur (Malaysia) | Nicole Jung, Yonghwa, Dasom, Hongki                                               |
| #28: 2013 | 16 januari 2014    | Grand Peace Palace, Kyunghee University, Seoul        | Minho, Yonghwa, Doojoon, Taeyeon, Tiffany, Oh Sang-jin                            |
| #29: 2014 | 14-15 januari 2015 | MasterCard Center, Peking (Kina)                      | Dag 1: Kim Sung-joo, Kim Jong-kook, Fei Dag 2: Jun Hyun-moo, Leeteuk, Tiffany     |
| #30: 2015 | 20-21 januari 2016 | Grand Peace Palace, Kyunghee University, Seoul        | Dag 1: Jun Hyun-moo, Kim Jong-kook, Seohyun Dag 2: Jun Hyun-moo, Krystal, Leeteuk |
| #31: 2016 | 13-14 januari 2017 | KINTEX, Goyang                                        | Dag 1: Hwang Chi-yeul, Seohyun, Yonghwa Dag 2: Kang So-ra, Sung Si-kyung          |

## Kategorier
- Årets album (Disc Daesang) tilldelas årets bästa album släppt fysiskt. Priset har tilldelats varje år sedan 1986.
- Årets låt (Digital Daesang) tilldelas årets bästa låt släppt digitalt. Priset har tilldelats varje år sedan 2006.
- Årets nya artist tilldelas de bästa nya artisterna som debuterat under det gångna året. Priset har tilldelats varje år sedan 1998 och tilldelades även 1994.
- Årets artist (Bonsang) tilldelas ett flertal artister och är sedan 2009 uppdelat i bästa album (Disc Bonsang) och bästa låtar (Digital Bonsang). Priset har tilldelats varje år sedan 1998.

## Vinnare

### Disc Daesang / Årets album
Obs! 2011 hade inte en prisupplaga, den flyttades till 2012 istället. Ordern är listad korrekt som skrivet. 
| Upplaga    | Artist            | Albumtitel             |
| ---------- | ----------------- | ---------------------- |
| #32 : 2018 | BTS               | Love Yourself 承 'Her' |
| #31: 2017  | EXO               | EX'ACT                 |
| #30: 2016  | EXO               | Exodus                 |
| #29: 2015  | EXO               | Overdose               |
| #28: 2014  | EXO               | XOXO                   |
| #27: 2013  | Super Junior      | Sexy, Free & Single    |
| #26: 2012  | Super Junior      | Mr. Simple             |
| #25: 2010  | Girls' Generation | Oh!                    |
| #24: 2009  | Super Junior      | Sorry, Sorry           |
| #23: 2008  | TVXQ              | Mirotic                |
| #22: 2007  | SG Wannabe        | The Sentimental Chord  |
| #21: 2006  | TVXQ              | "O"-Jung.Ban.Hap.      |
| #20: 2005  | SG Wannabe        | Saldaga                |
| #19: 2004  | Lee Soo-young     | The Colors of My Life  |
| #18: 2003  | Jo Sung-mo        | A Singer               |
| #17: 2002  | Cool              | Truth                  |
| #16: 2001  | g.o.d             | Road                   |
| #15: 2000  | Jo Sung-mo        | Let Me Love            |
| #14: 1999  | Jo Sung-mo        | For Your Soul          |
| #13: 1998  | Kim Jong-hwan     | For Love               |
| #12: 1997  | H.O.T.            | Wolf and Sheep         |
| #11: 1996  | Kim Gun-mo        | Exchange Kg. M4        |
| #10: 1995  | Kim Gun-mo        | Wrongful Meeting       |
| #9: 1994   | Kim Gun-mo        | Excuses                |
| #8: 1993   | Shin Seung-hun    | Because I Love You     |
| #7: 1992   | Shin Seung-hun    | Invisible Love         |
| #6: 1991   | Kim Hyun-sik      | Kim Hyun-sik Vol.6     |
| #5: 1990   | Byun Jin-sub      | Byun Jin-sub 2         |
| #4: 1989   | Byun Jin-sub      | Byun Jin-sub           |
| #3: 1988   | Joo Hyun-mi       | Joo Hyun-mi 2          |
| #2: 1987   | Lee Moon-se       | When Love Goes Away    |
| #1: 1986   | Cho Yong-pil      | Empty Space            |

### Digital Daesang / Årets låt
Obs! 2011 hade inte en prisupplaga, den flyttades till 2012 istället. Ordern är listad korrekt som skrivet.
| Upplaga   | Artist            | Låttitel                         |
| --------- | ----------------- | -------------------------------- |
| #32: 2018 | IU                | "Through the Night"              |
| #31: 2017 | Twice             | "Cheer Up"                       |
| #30: 2016 | Big Bang          | "Loser"                          |
| #29: 2015 | Taeyang           | "Eyes, Nose, Lips"               |
| #28: 2014 | Psy               | "Gentleman"                      |
| #27: 2013 | Psy               | "Gangnam Style"                  |
| #26: 2012 | Girls' Generation | "The Boys"                       |
| #25: 2010 | 2AM               | "Can't Let You Go Even If I Die" |
| #24: 2009 | Girls' Generation | "Gee"                            |
| #23: 2008 | Jewelry           | "One More Time"                  |
| #22: 2007 | IVY               | "If You're Gonna Be Like This"   |
| #21: 2006 | SG Wannabe        | "Partner for Life"               |

### Årets nya artist
| Upplaga   | Vinnare                                       |
| --------- | --------------------------------------------- |
| #32: 2018 | Wanna One                                     |
| #31: 2016 | Black Pink, Bolbbalgan4, NCT 127, I.O.I       |
| #30: 2015 | GFriend, iKON, Seventeen, Twice               |
| #29: 2014 | Got7, Red Velvet, Winner                      |
| #28: 2013 | BTS, Crayon Pop, Lim Kim, Roy Kim             |
| #27: 2012 | Ailee, B.A.P, EXO, Juniel, Lee Hi             |
| #26: 2011 | Apink, B1A4, Boyfriend, Dal Shabet, Huh Gak   |
| #25: 2010 | Beast, Secret, Sistar                         |
| #24: 2009 | 4Minute, T-ara                                |
| #23: 2008 | Davichi, SHINee                               |
| #22: 2007 | FTISLAND, Girls' Generation                   |
| #21: 2006 | SeeYa, SS501, Super Junior                    |
| #20: 2005 | Eru, Gavy NJ, IVY                             |
| #19: 2004 | SG Wannabe, Tei, TVXQ                         |
| #18: 2003 | Big Mama, Haven 3                             |
| #17: 2002 | Rain, Wheesung                                |
| #16: 2001 | Jang Na-ra, Lee Joon-gi                       |
| #15: 2000 | Chakra, Park Hyo-shin, Sky (Choi Jin-young)   |
| #14: 1999 | 1TYM, Lee Jung-hyun                           |
| #13: 1998 | Baby Vox, Fin.K.L, S.E.S., Shinhwa, Taishi Ci |
| #9: 1994  | Two Two                                       |

### Årets artist
| Upplaga   | Vinnare | Vinnare |
| Upplaga   | Disc Bonsang | Digital Bonsang |
| --------- | --- | --- |
| #31: 2016 | BTS, EXO, Got7, Infinite, Monsta X Seventeen, SHINee, Taemin, VIXX                                                                        | GFriend, Im Chang-jung, Lee Hi, Mamamoo, Suzy & Baekhyun Taeyeon, Twice, Urban Zakapa, Zico                                               |
| #30: 2015 | Apink, Beast, BTS, CNBLUE, EXO f(x), Jonghyun, SHINee, Super Junior, VIXX                                                                 | AOA, Big Bang, EXID, Girls' Generation, J.Y. Park Kyuhyun, Red Velvet, Sistar, Taeyeon, Zion.T                                            |
| #29: 2014 | Apink, B1A4, BTS, CNBLUE, EXO, Girls' Generation Girls' Generation-TTS, Infinite, Super Junior, Taemin, VIXX                              | Ailee, AOA, Beast, Epik High, Girl's Day HyunA, K.Will, Sistar, Soyou & Junggigo, Taeyang                                                 |
| #28: 2013 | B1A4, Beast, Cho Yong-pil, EXO, f(x) Girls' Generation, Infinite, SHINee                                                                  | 2NE1, 4Minute, Ailee, Apink, CNBLUE Davichi, Lee Seung-chul, Psy, Sistar                                                                  |
| #27: 2012 | 4Minute, B1A4, Beast, CNBLUE, FTISLAND Infinite, Kara, SHINee, Super Junior                                                               | 2NE1, Big Bang, f(x), G-Dragon, Huh Gak K.Will, Miss A, Psy, Secret, Sistar, T-ara                                                        |
| #26: 2011 | Beast, CNBLUE, f(x), Infinite, Jay Park Kara, MBLAQ, Super Junior                                                                         | 4Minute, CNBLUE, G.NA, Girls' Generation, K.Will Miss A, Secret, Sistar                                                                   |
| #25: 2010 | BoA, DJ Doc, Girls' Generation SHINee, Super Junior                                                                                       | 2AM, CNBLUE, IU Lee Seung-gi, Miss A |
| #24: 2009 | 2PM, Drunken Tiger, Lee Seung-chul SG Wannabe, Super Junior                                                                               | Baek Ji-young, Davichi, Girls' Generation Lee Seung-gi, Son Dam-bi                                                                        |
|           | Bonsang | |
| #23: 2008 | Brown Eyed Girls, Brown Eyes, Jewelry, Kim Dong-ryool, MC Mong Rain, SG Wannabe, Shinhwa, TVXQ, Wonder Girls                              | Brown Eyed Girls, Brown Eyes, Jewelry, Kim Dong-ryool, MC Mong Rain, SG Wannabe, Shinhwa, TVXQ, Wonder Girls                              |
| #22: 2007 | Big Bang, Epik High, IVY, SeeYa, SG Wannabe Shin Hye-sung, Super Junior, Wheesung, Wonder Girls, Yangpa                                   | Big Bang, Epik High, IVY, SeeYa, SG Wannabe Shin Hye-sung, Super Junior, Wheesung, Wonder Girls, Yangpa                                   |
| #21: 2006 | Buzz, Fly to the Sky, Kim Jong-kook, MC the Max, SG Wannabe Shin Seung-hun, Shinhwa, Son Ho-young, TVXQ, Vibe                             | Buzz, Fly to the Sky, Kim Jong-kook, MC the Max, SG Wannabe Shin Seung-hun, Shinhwa, Son Ho-young, TVXQ, Vibe                             |
| #20: 2005 | Buzz, g.o.d, Jo Sung-mo, Kim Jong-kook, Koyote Lee Min-woo, MC Mong, SG Wannabe, Shin Hye-sung, Wheesung                                  | Buzz, g.o.d, Jo Sung-mo, Kim Jong-kook, Koyote Lee Min-woo, MC Mong, SG Wannabe, Shin Hye-sung, Wheesung                                  |
| #19: 2004 | Gummy, Koyote, Lee Seung-chul, MC the Max, Rain Se7en, Shin Seung-hun, Shinhwa, Wheesung                                                  | Gummy, Koyote, Lee Seung-chul, MC the Max, Rain Se7en, Shin Seung-hun, Shinhwa, Wheesung                                                  |
| #18: 2003 | Cool, Fly to the Sky, Jo Sung-mo, Koyote, Lee Hyori Lee Soo-young, NRG, Shinhwa, Wax, Wheesung                                            | Cool, Fly to the Sky, Jo Sung-mo, Koyote, Lee Hyori Lee Soo-young, NRG, Shinhwa, Wax, Wheesung                                            |
| #17: 2002 | Cool, Jang Na-ra, Kangta, Koyote, Lee Soo-young Park Hyo-shin, Shin Seung-hun, Shinhwa, Sung Si-kyung, Wax                                | Cool, Jang Na-ra, Kangta, Koyote, Lee Soo-young Park Hyo-shin, Shin Seung-hun, Shinhwa, Sung Si-kyung, Wax                                |
| #16: 2001 | Cool, Im Chang-jung, Kangta, Kim Gun-mo, Koyote Lee Ki-chan, Park Jin-young, Position, Shinhwa, Wax                                       | Cool, Im Chang-jung, Kangta, Kim Gun-mo, Koyote Lee Ki-chan, Park Jin-young, Position, Shinhwa, Wax                                       |
| #15: 2000 | Fin.K.L, g.o.d, Hong Kyung-min, Kim Hyun-jung, Lee Jung-hyun Park Ji-yoon, Shin Seung-hun, Tae Jin-ah, Turbo, Uhm Jung-hwa, Yoo Seung-jun | Fin.K.L, g.o.d, Hong Kyung-min, Kim Hyun-jung, Lee Jung-hyun Park Ji-yoon, Shin Seung-hun, Tae Jin-ah, Turbo, Uhm Jung-hwa, Yoo Seung-jun |
| #14: 1999 | Choi Yu-na, Fin.K.L, H.O.T., Kim Hyun-jung, S.E.S. Sechs Kies, Seol Woon-do, Song Dae-kwan, Uhm Jung-hwa, Yoo Seung-jun                   | Choi Yu-na, Fin.K.L, H.O.T., Kim Hyun-jung, S.E.S. Sechs Kies, Seol Woon-do, Song Dae-kwan, Uhm Jung-hwa, Yoo Seung-jun                   |
| #13: 1998 | H.O.T., Kim Hyun-jung, Kim Gun-mo, Kim Kyung-ho, Sechs Kies Seol Woon-do, Shin Seung-hun, Tae Jin-ah, Turbo, Uhm Jung-hwa                 | H.O.T., Kim Hyun-jung, Kim Gun-mo, Kim Kyung-ho, Sechs Kies Seol Woon-do, Shin Seung-hun, Tae Jin-ah, Turbo, Uhm Jung-hwa                 |